# Louans
Louans é uma comuna francesa na região administrativa do Centro, no departamento Indre-et-Loire. Estende-se por uma área de 18,23 km². Em 2010 a comuna tinha 677 habitantes (densidade: 37,1 hab./km²).